# Euxoa friabilis
Euxoa friabilis là một loài bướm đêm trong họ Noctuidae.